# Elyria (Nebraska)
Elyria – wieś w Stanach Zjednoczonych, w stanie Nebraska, w hrabstwie Valley.